# 中和線 (台湾鉄路管理局)
中和線（ちゅうわせん）は、かつて存在した台湾鉄路管理局の貨物専用鉄道路線。
板橋駅より分岐後、東南に向かって中和に至る路線であった。中和市街地の発展とともに16ヶ所の踏切が市内交通の障害となったこともあり廃止された。廃線跡は新北市板橋区の縣民大道(一部)と板新路、新北市中和区の板南路となっている。中和駅跡地には、台北捷運中和線南勢角駅が、途中の廃線跡の道路上は台北捷運環状線の高架線路が設置されている。

## 歴史
- 1914年（大正3年） - 日本統治下で当局の認可を得た蔡渓商会が石炭輸送兼旅客用軽便鉄道を開通させる[3]。
- 1953年（民国42年） - 軽便鉄道撤去[3]。
- 1965年3月5日 - 台鉄中和線開業[4]
- 1990年9月23日 - 台鉄中和線廃止[4]。

## 駅一覧
所在地は廃止当時の名称。
| 駅名   | 駅番号 | 駅間 キロ | 累計 キロ | 等級 | 備考       | 所在地 | 所在地 |
| ------ | ------ | --------- | --------- | ---- | ---------- | ------ | ------ |
| 板橋駅 | 102    | 0.0       | 0.0       | 一等 | 縦貫線接続 | 台北県 | 板橋市 |
| 中和駅 |        | 6.2       | 6.2       | 廃止 | 貨物専用駅 | 台北県 | 中和市 |